# Tour de France 2007
Tour de France 2007 byla již 94. ročníkem nejslavnějšího cyklistického etapového závodu světa – Tour de France. Probíhala v termínu od 7. do 29. července 2007. Závod odstartoval v Londýně ve Velké Británii. Starosta Londýna, Ken Livingstone, v souvislosti s tím oznámil, že závod přítomností na britské půdě uctí oběti teroristických bombových útoků v Londýně ze 7. července 2005.
Trasa Tour de France 2007 byla dlouhá 3 547 km, skládala se z 20 etap (z toho 6 horských etap a 2 časovky jednotlivců; časovka družstev nebyla zařazena do programu) + prologu. Tour navštívila celkem 4 země (Velkou Británii, Francii, Belgii a Španělsko). Celkem 12 měst vůbec poprvé hostilo start nebo cíl některé z etap.
Plán dále obsahoval 3 horské cíle (tj. cíl je zároveň vrchařskou prémií) a 21 horských prémií 2., 1. a nejvyšší kategorie.

## Sledování dopingu
Dopingové skandály minulých ročníků vedly ke zvýšenému zájmu o tento problém. Vedení závodu pokračovalo ve svém tažení proti stájím, které byly v minulosti spojené s dopingem. Pořadatelé vyškrtli v červnu z listiny vítězů Dána Bjarneho Riise, který přiznal, že si v roce 1996 pomohl dopingem (oficiálně však vítězem zůstává, protože případ je promlčený).
V průběhu tohoto ročníku ale dlouho (do 13. etapy) nebyl odhalen jediný případ dopingu, bez problémů proběhly před startem Tour i tzv. zdravotní testy sledující hladinu hematokritu, jejíž zvýšení naznačuje, ale neprokazuje užití krevních metod dopingu.
Na informování o Tour de France tak měly nejprve dopad jiné dopingové případy, hlavně jarní kauza Jana Ullricha a hromadné přiznání o užívání dopingu ve stáji T-Mobile. Německá média se rozhodla omezit informování o závodu (např. zpravodaj listu Berliner Zeitung se vůbec nevěnoval průběhu etap) a po oznámení dopingu dalšího německého cyklisty Patricka Sinkewitze německé televizní stanice ARD a ZDF ukončily vysílání přímých přenosů z Tour. Sinkewitz startoval i na Tour, ale po pádu odstoupil ze závodu ještě dřív, než vyšel najevo jeho předchozí dopingový prohřešek. Na uvolněný trh později vstoupily vysíláním sestřihů jiné německé stanice SAT1 a PRO7, ale vzhledem k nízké sledovanosti (průměrně 5 milionu na etapu proti loňským 7,81 milionu či téměř 10 milionům v roce 2005) o vysílání v dalších letech neuvažují.
V průběhu druhého volného dne 24. července ale byl oznámen dopingový nález u vítěze časovky Alexandra Vinokurova. Šlo o krevní doping - příslušná laboratoř v odevzdaném vzorku našla červené krvinky cizího člověka, Vinokurov tedy před časovkou přijal transfuzí cizí krev. Stáj Astana zprávu potvrdila a okamžitě odstoupila jako celek včetně dvou cyklistů v té době umístěných v první desítce závodu Klödena a Kašečkina. Vinokurov vyhrál před odstoupením dvě etapy - 13. etapu (časovku) a horskou 15. etapu, mezi nimi ale ve 14. etapě dojel daleko mezi poraženými s bezmála půlhodinovou ztrátou. Vinokurov se hájil, že nikdy nedopoval a že nález byl zapříčiněn následky jeho těžkého pádu z prvního týdne Tour.
Den poté odstoupila i celá stáj Cofidis, když byl přistižen při dopingu její jezdec Cristian Moreni z Itálie. Moreniho v cíli 16. etapy zadržela policie, několik stájí odstartovalo do 16. dějství o se zpožděním na protest proti dopingu u konkurence. Moreni se na rozdíl od Vinokurova k dopingu přiznal.
Do kritické situace se Tour dostala v noci před 17. etapou. Dán Michael Rasmussen, který do té doby vládl závodu, vyhrál předchozí etapu a zvýšil svůj náskok na čele celkové klasifikace na druhého Contadora na více než tři minuty, byl ze závodu svou stájí Rabobank odvolán kvůli porušení interních pravidel stáje. Rasmussen lhal stáji o místě svého pobytu při přípravě v červnu a kvůli tomu zmeškal mimosoutěžní dopingové kontroly, samo neinformování o místě pobytu je porušením antidopingových pravidel. Již šest dní před tím byl Rasmussen potrestán vyloučením z dánské reprezentace za vynechávání dopingových testů, ale tehdy se ještě jeho stáj za svého jezdce postavila. Podle dosavadního vývoje Rasmussen nebyl potrestán přímo za doping, sám před 16. etapou prohlásil: „Chci, aby bylo zcela jasné, že jsem měl mimosoutěžní testy před Tour de France, 14 testů v průběhu Tour de France a všechny výsledky jsou negativní.“
30. července byl oznámen třetí pozitivní dopingový nález na této Tour. Ve vzorku, který Španěl Iban Mayo odevzdal při kontrole v průběhu volného dne 24. července, byl zakázaný hormon EPO. Mayo odmítl, že by kdy dopoval, sportovní ředitel jeho stáje Saunier Duval Josean Fernandez vyjádřil překvapení: „Je to nemilé překvapení. Nikdy nebyl mezi podezřelými jezdci, ve skutečnosti je pravým opakem. Vždycky prošel všemi zkouškami UCI i interním testováním.“ Mayo byl na Tour v konečném pořadí šestnáctý.

## Trasa závodu
| Etapa     | Start / cíl                        | Vzdálenost | Typ etapy           | Datum        | Vítěz etapy       | Žlutý trikot      |
| --------- | ---------------------------------- | ---------- | ------------------- | ------------ | ----------------- | ----------------- |
| Prolog    | Londýn                             | 8 km       | Časovka jednotlivci | 7. červenec  | Fabian Cancellara | Fabian Cancellara |
| 1.        | Londýn – Canterbury                | 203 km     | Rovinatá etapa      | 8. červenec  | Robbie McEwen     | Fabian Cancellara |
| 2.        | Dunkerk – Ghent                    | 167 km     | Rovinatá etapa      | 9. červenec  | Gert Steegmans    | Fabian Cancellara |
| 3.        | Waregem – Compiègne                | 236 km     | Rovinatá etapa      | 10. červenec | Fabian Cancellara | Fabian Cancellara |
| 4.        | Villers-Cotterêts – Joigny         | 190 km     | Rovinatá etapa      | 11. červenec | Thor Hushovd      | Fabian Cancellara |
| 5.        | Chablis – Autun                    | 184 km     | Kopcovitá etapa     | 12. červenec | Filippo Pozzato   | Fabian Cancellara |
| 6.        | Semur-en-Auxois – Bourg-en-Bresse  | 200 km     | Rovinatá etapa      | 13. červenec | Tom Boonen        | Fabian Cancellara |
| 7.        | Bourg-en-Bresse – Le-Grand-Bornand | 197 km     | Horská etapa        | 14. červenec | Linus Gerdemann   | Linus Gerdemann   |
| 8.        | Le-Grand-Bornand – Tignes          | 165 km     | Horská etapa        | 15. červenec | Michael Rasmussen | Michael Rasmussen |
| Volný den | Volný den                          | Volný den  | Volný den           | 16. červenec |                   |                   |
| 9.        | Val-d'Isère – Briançon             | 161 km     | Horská etapa        | 17. červenec | Mauricio Soler    | Michael Rasmussen |
| 10.       | Tallard – Marseille                | 229 km     | Rovinatá etapa      | 18. červenec | Cédric Vasseur    | Michael Rasmussen |
| 11.       | Marseille – Montpellier            | 180 km     | Rovinatá etapa      | 19. červenec | Robert Hunter     | Michael Rasmussen |
| 12.       | Montpellier – Castres              | 179 km     | Rovinatá etapa      | 20. červenec | Tom Boonen        | Michael Rasmussen |
| 13.       | Albi – Albi                        | 54 km      | Časovka jednotlivci | 21. červenec | Cadel Evans*      | Michael Rasmussen |
| 14.       | Mazamet – Plateau-de-Beille        | 197 km     | Horská etapa        | 22. červenec | Alberto Contador  | Michael Rasmussen |
| 15        | Foix – Loudenvielle                | 196 km     | Horská etapa        | 23. červenec | Kim Kirchen*      | Michael Rasmussen |
| Volný den | Volný den                          | Volný den  | Volný den           | 24. červenec |                   |                   |
| 16.       | Orthez – Gourette-Col d'Aubisque   | 218 km     | Horská etapa        | 25. červenec | Michael Rasmussen | Michael Rasmussen |
| 17.       | Pau – Castelsarrasin               | 188 km     | Rovinatá etapa      | 26. červenec | Daniele Bennati   | Alberto Contador  |
| 18.       | Cahors – Angoulême                 | 210 km     | Rovinatá etapa      | 27. červenec | Sandy Casar       | Alberto Contador  |
| 19.       | Cognac – Angoulême                 | 55 km      | Časovka jednotlivci | 28. červenec | Levi Leipheimer   | Alberto Contador  |
| 20.       | Marcoussis – Paříž                 | 146 km     | Rovinatá etapa      | 29. červenec | Daniele Bennati   | Alberto Contador  |

Pozn.: Původní vítěz 13. a 15. etapy Alexandr Vinokurov byl z výsledků vyškrtnut kvůli dopingu.

## Celkové výsledky

### Celková klasifikace
| Pořadí | Jezdec             | Stát                   | Stáj              | Celkový čas |
| ------ | ------------------ | ---------------------- | ----------------- | ----------- |
| 1.     | Alberto Contador   | Španělsko              | Discovery Channel | 91h 00'26"  |
| 2.     | Cadel Evans        | Austrálie              | Predictor-Lotto   | + 23"       |
| 3.     | Levi Leipheimer    | Spojené státy americké | Discovery Channel | + 31"       |
| 4.     | Carlos Sastre      | Španělsko              | Team CSC          | + 7'08"     |
| 5.     | Haimar Zubeldia    | Španělsko              | Euskaltel-Euskadi | + 8'17"     |
| 6.     | Alejandro Valverde | Španělsko              | Caisse d'Epargne  | + 11'37"    |
| 7.     | Kim Kirchen        | Lucembursko            | T-Mobile Team     | + 12'18"    |
| 8.     | Jaroslav Popovyč   | Ukrajina               | Discovery Channel | + 12'25"    |
| 9.     | Mikel Astarloza    | Španělsko              | Euskaltel-Euskadi | + 14'14"    |
| 10.    | Óscar Pereiro Sio  | Španělsko              | Caisse d'Epargne  | + 14'25"    |

### Sprinterská klasifikace
| Pořadí | Jezdec             | Stát         | Stáj                  | Body  |
| ------ | ------------------ | ------------ | --------------------- | ----- |
| 1.     | Tom Boonen         | Belgie       | Quick Step-Innergetic | 256   |
| 2.     | Robert Hunter      | Jižní Afrika | Barloworld            | - 22  |
| 3.     | Erik Zabel         | Německo      | Team Milram           | - 24  |
| 4.     | Thor Hushovd       | Norsko       | Crédit Agricole       | - 70  |
| 5.     | Sébastien Chavanel | Francie      | Française des Jeux    | - 75  |
| 6.     | Daniele Bennati    | Itálie       | Lampre-Fondital       | - 96  |
| 7.     | Robert Förster     | Německo      | Team Gerolsteiner     | - 116 |
| 8.     | Fabian Cancellara  | Švýcarsko    | Team CSC              | - 144 |
| 9.     | Cadel Evans        | Austrálie    | Predictor-Lotto       | - 147 |
| 10.    | Alberto Contador   | Španělsko    | Discovery Channel     | - 168 |

### Vrchařská klasifikace
| Pořadí | Jezdec             | Stát                   | Stáj                  | Body  |
| ------ | ------------------ | ---------------------- | --------------------- | ----- |
| 1.     | Mauricio Soler     | Kolumbie               | Barloworld            | 206   |
| 2.     | Alberto Contador   | Španělsko              | Discovery Channel     | - 78  |
| 3.     | Jaroslav Popovyč   | Ukrajina               | Discovery Channel     | - 101 |
| 4.     | Cadel Evans        | Austrálie              | Predictor-Lotto       | - 114 |
| 5.     | Laurent Lefevre    | Francie                | Bouygues Télécom      | - 121 |
| 6.     | Juan Manuel Gárate | Španělsko              | Quick Step-Innergetic | - 129 |
| 7.     | Carlos Sastre      | Španělsko              | Team CSC              | - 132 |
| 8.     | Juan José Cobo     | Španělsko              | Saunier Duval-Prodir  | - 138 |
| 9.     | Levi Leipheimer    | Spojené státy americké | Discovery Channel     | - 142 |
| 10.    | Haimar Zubeldia    | Španělsko              | Euskaltel-Euskadi     | - 142 |

### Klasifikace mladých jezdců
| Pořadí | Jezdec            | Stát       | Stáj               | Celkový čas |
| ------ | ----------------- | ---------- | ------------------ | ----------- |
| 1.     | Alberto Contador  | Španělsko  | Discovery Channel  | 91h 00'26"  |
| 2.     | Mauricio Soler    | Kolumbie   | Barloworld         | + 16'51"    |
| 3.     | Amets Txurruka    | Španělsko  | Euskaltel-Euskadi  | + 49'34"    |
| 4.     | Bernhard Kohl     | Rakousko   | Team Gerolsteiner  | + 1h 13'27" |
| 5.     | Kanstancin Siucou | Bělorusko  | Barloworld         | + 1h 15'16" |
| 6.     | Thomas Dekker     | Nizozemsko | Rabobank           | + 1h 30'34" |
| 7.     | Linus Gerdemann   | Německo    | T-Mobile Team      | + 1h 30'47" |
| 8.     | Vladimir Gusev    | Rusko      | Discovery Channel  | + 1h 33'50" |
| 9.     | Thomas Lövkvist   | Švédsko    | Française des Jeux | + 2h 22'50" |
| 10.    | Andrij Hryvko     | Ukrajina   | Team Milram        | + 2h 41'41" |

### Týmová klasifikace
| Pořadí | Stáj                               | Stát                   | Celkový čas |
| ------ | ---------------------------------- | ---------------------- | ----------- |
| 1.     | Discovery Channel Pro Cycling Team | Spojené státy americké | 273h 12'52" |
| 2.     | Caisse d'Epargne                   | Španělsko              | + 19'36"    |
| 3.     | Team CSC                           | Dánsko                 | + 22'10"    |
| 4.     | Rabobank                           | Nizozemsko             | + 36'24"    |
| 5.     | Euskaltel-Euskadi                  | Španělsko              | + 46'46"    |
| 6.     | Saunier Duval-Prodir               | Španělsko              | + 1h 44'33" |
| 7.     | Predictor-Lotto                    | Belgie                 | + 1h 50'21" |
| 8.     | Lampre-Fondital                    | Itálie                 | + 2h 19'41" |
| 9.     | Crédit Agricole                    | Francie                | + 2h 25'44" |
| 10.    | AG2R Prévoyance                    | Francie                | + 2h 26'08" |

### Nejaktivnější jezdec
- Amets Txurruka;  Španělsko; Euskaltel-Euskadi

## Držení trikotů
| Etapa               | Vítěz etapy         | Celková klasifikace                  | Bodovací soutěže            | Vrchařská soutěž                | Mladý jezdec                  | Soutěž týmů                   | Nejaktivnější jezdec                |
| ------------------- | ------------------- | ------------------------------------ | --------------------------- | ------------------------------- | ----------------------------- | ----------------------------- | ----------------------------------- |
| P                   | Fabian Cancellara   | Fabian Cancellara                    | Fabian Cancellara           | žádné ocenění                   | Vladimir Gusev                | Astana                        | žádné ocenění                       |
| 1                   | Robbie McEwen       | Fabian Cancellara                    | Robbie McEwen               | David Millar                    | Vladimir Gusev                | Astana                        | Stéphane Augé                       |
| 2                   | Gert Steegmans      | Fabian Cancellara                    | Tom Boonen                  | David Millar                    | Vladimir Gusev                | Astana                        | Marcel Sieberg                      |
| 3                   | Fabian Cancellara   | Fabian Cancellara                    | Tom Boonen                  | Stéphane Augé                   | Vladimir Gusev                | Astana                        | Mathieu Ladagnous                   |
| 4                   | Thor Hushovd        | Fabian Cancellara                    | Tom Boonen                  | Stéphane Augé                   | Vladimir Gusev                | Astana                        | Matthieu Sprick                     |
| 5                   | Filippo Pozzato     | Fabian Cancellara                    | Erik Zabel                  | Sylvain Chavanel                | Vladimir Gusev                | Team CSC                      | Sylvain Chavanel                    |
| 6                   | Tom Boonen          | Fabian Cancellara                    | Tom Boonen                  | Sylvain Chavanel                | Vladimir Gusev                | Team CSC                      | Bradley Wiggins                     |
| 7                   | Linus Gerdemann     | Linus Gerdemann                      | Tom Boonen                  | Sylvain Chavanel                | Linus Gerdemann               | T-Mobile Team                 | Linus Gerdemann                     |
| 8                   | Michael Rasmussen   | Michael Rasmussen                    | Tom Boonen                  | Michael Rasmussen               | Linus Gerdemann               | Rabobank                      | Michael Rasmussen                   |
| 9                   | Mauricio Soler      | Michael Rasmussen                    | Tom Boonen                  | Michael Rasmussen               | Alberto Contador              | Caisse d'Epargne              | Yaroslav Popovych                   |
| 10                  | Cédric Vasseur      | Michael Rasmussen                    | Tom Boonen                  | Michael Rasmussen               | Alberto Contador              | Team CSC                      | Patrice Halgand                     |
| 11                  | Robert Hunter       | Michael Rasmussen                    | Tom Boonen                  | Michael Rasmussen               | Alberto Contador              | Team CSC                      | Benoît Vaugrenard                   |
| 12                  | Tom Boonen          | Michael Rasmussen                    | Tom Boonen                  | Michael Rasmussen               | Alberto Contador              | Team CSC                      | Amets Txurruka                      |
| 13                  | Cadel Evans         | Michael Rasmussen                    | Tom Boonen                  | Michael Rasmussen               | Alberto Contador              | Astana                        | žádné ocenění                       |
| 14                  | Alberto Contador    | Michael Rasmussen                    | Tom Boonen                  | Michael Rasmussen               | Alberto Contador              | Discovery Channel             | Antonio Colom                       |
| 15                  | Kim Kirchen         | Michael Rasmussen                    | Tom Boonen                  | Michael Rasmussen               | Alberto Contador              | Astana                        | Alexandr Vinokurov                  |
| 16                  | Michael Rasmussen   | Michael Rasmussen                    | Tom Boonen                  | Mauricio Soler                  | Alberto Contador              | Discovery Channel             | Mauricio Soler                      |
| 17                  | Daniele Bennati     | Alberto Contador                     | Tom Boonen                  | Mauricio Soler                  | Alberto Contador              | Discovery Channel             | Jens Voigt                          |
| 18                  | Sandy Casar         | Alberto Contador                     | Tom Boonen                  | Mauricio Soler                  | Alberto Contador              | Discovery Channel             | Sandy Casar                         |
| 19                  | Levi Leipheimer     | Alberto Contador                     | Tom Boonen                  | Mauricio Soler                  | Alberto Contador              | Discovery Channel             | žádné ocenění                       |
| 20                  | Daniele Bennati     | Alberto Contador                     | Tom Boonen                  | Mauricio Soler                  | Alberto Contador              | Discovery Channel             | Freddy Bichot                       |
| Konečné pořadí 2007 | Konečné pořadí 2007 | Celková klasifikace Alberto Contador | Bodovací soutěže Tom Boonen | Vrchařská soutěž Mauricio Soler | Mladý jezdec Alberto Contador | Soutěž týmů Discovery Channel | Nejaktivnější jezdec Amets Txurruka |

## Výsledky etap
- Výsledky Tour de France 2007